# Danh sách súng máy
Danh sách súng máy là trang liệt kê các loại súng máy.

### Súng máy cá nhân loại nhẹ/súng máy theo tổ
- Besal
- Bren (L4)
- Browning wz.1928
- Charlton Automatic Rifle
- Chauchat
- Súng trường tự động Colt
- FN Minimi
- EMERK
- GatMalite
- HK21
  - HK21E
- HK23
  - HK23E
- HK LMG11
- HK LMG36
- IMI Negev
- kbkm wz. 2003
- Reider Automatic Rifle
- Súng máy Lewis
- Súng máy Madsen
- Sung máy M249
- RPD
- RPK
- RPK-74
- ZB vz.26

### Súng máy hạng trung
- Mekanika Uirapuru
- M1909 Benet-Mercie
- MG34
- MG42
- MG81
- Rheinmetall MG3
- UKM-2000
- FN MAG
- Hotchkiss M1914
- Súng máy M1919 Browning
- M60
  - M60E3
- Súng máy M240

### Súng máy hạng nặng
- Ckm wz.30
- DShK
- GShG-7.62
- KPV
- MAC-58
- MG 131
- Súng máy Type 1
- Súng máy Type 3
- Súng máy M2 Browning
- Súng máy M1917 Browning
- M134
- M249
- M312